# Празеодимпентамедь
Празеодимпентамедь — бинарное неорганическое соединение
празеодима и меди
с формулой Cu5Pr,
кристаллы.

## Получение
- Сплавление стехиометрических количеств чистых веществ:

{\displaystyle {\mathsf {Pr+5Cu\ {\xrightarrow {837^{o}C}}\ PrCu_{5}}}}

## Физические свойства
Празеодимпентамедь образует кристаллы
гексагональной сингонии,
пространственная группа P 6/mmm,
параметры ячейки a = 0,5122 нм, c = 0,4109 нм, Z = 1,
структура типа пентамедькальция CaCu5
.
Соединение образуется по перитектической реакции при температуре 837°C.